# Closer to the Stars: Best of the Twin/Tone Years
Closer to the Stars: Best of the Twin/Tone Years è il secondo album raccolta dei Soul Asylum, uscito il 4 aprile 2006, contenente una buona parte dei successi della band del periodo sotto contratto alla Twin/Tone Records. Questo album contiene due cover inedite, pubblicate solo nella versione inglese di Clam Dip & Other Delights: Move Over e Jukebox Hero.

## Tracce
1. "Closer to the Stars" – 2:53
2. "Can't Go Back" – 3:05 (Murphy)
3. "Juke Box Hero" – 4:03 (Gramm, Jones)
4. "Stranger" – 3:44
5. "Another World, Another Day" – 1:59
6. "Draggin' Me Down" – 2:08
7. "Tied to the Tracks" – 2:42
8. "Miracle Mile" – 2:18
9. "Move Over" – 2:25 (Joplin)
10. "Never Really Been" – 2:52
11. "No Man's Land" – 2:57
12. "Freaks" – 3:27
13. "Carry On" – 2:22
14. "Long Way Home" – 2:28 (Murphy)
15. "Crashing Down" – 2:16
16. "Ship of Fools" – 2:49